# Európai Filmdíj a legjobb hangzástervezőnek
A legjobb hangzástervező (angolul: Best European Sound Designer elismerés az 1988-ban alapított Európai Filmdíjak egyike, amelyet az Európai Filmakadémia ítél oda az év európai filmterméséből legjobbnak tartott hangmesteri, hangzástervezői munkának. A díjátadóra felváltva Berlinben, illetve egy-egy európai városban megrendezett gála keretében kerül sor minden év végén.
2013 óta önálló kategória, előtte csupán 2007 és 2009 között jelöltek díjazásra hangzástervezőket az Európai Filmakadémia kiválóságdíja kategóriában a látványtervezőkkel, vágókkal, jelmeztervezőkkel, valamint a fodrász-, smink- és maszkmesterekkel együtt, akik közül csak az egyik szakma képviselői nyerhették el a díjat.
2010 és 2012 között e filmes munkakör képviselőit nem jelölték Európai Filmdíjra, 2013-tól pedig a jelölést el is törölték, így az elismerésben részesítendő alkotóról egy héttagú külön zsűri dönt, azon filmek hangzástervezői közül, amelyek szerepelnek az Európai Filmdíjra számításba vett alkotások listáján. A zsűri összetétele a következő:
1. egy filmrendező,
2. egy operatőr,
3. egy látványtervező vagy jelmeztervező,
4. egy zeneszerző vagy hangzástervező,
5. egy filmvágó,
6. egy filmproducer,
7. egy fesztiváligazgató.

A díjra csak olyan jelöltek jöhetnek számításba, akik Európában születtek, illetve európai állampolgárok (európai állam útlevelével rendelkeznek).

## Díjazottak és jelöltek
| „Díjazott” – szürkéskék háttérrel   |
| „Jelölt” – világos szürke háttérrel |

### 2000-es évek
| Év   | Nyertesek és jelöltek                                                          | Magyar címe                                                                    | Eredeti címe                                                                   |
| ---- | ------------------------------------------------------------------------------ | ------------------------------------------------------------------------------ | ------------------------------------------------------------------------------ |
| 2007 | Nem volt díjazott hangzástervező. Lásd még: Európai Filmakadémia kiválóságdíja | Nem volt díjazott hangzástervező. Lásd még: Európai Filmakadémia kiválóságdíja | Nem volt díjazott hangzástervező. Lásd még: Európai Filmakadémia kiválóságdíja |
| 2007 | Annette Focks Jörg Höhne Robin Pohle Andreas Ruft                              | Négy perc                                                                      | Vier Minuten                                                                   |
| 2008 | Nem volt díjazott hangzástervező. Lásd még: Európai Filmakadémia kiválóságdíja | Nem volt díjazott hangzástervező. Lásd még: Európai Filmakadémia kiválóságdíja | Nem volt díjazott hangzástervező. Lásd még: Európai Filmakadémia kiválóságdíja |
| 2008 | Petter Fladeby                                                                 | O' Horten                                                                      | O' Horten                                                                      |
| 2009 | A többi jelöltet lásd: Európai Filmakadémia kiválóságdíja                      | A többi jelöltet lásd: Európai Filmakadémia kiválóságdíja                      | A többi jelöltet lásd: Európai Filmakadémia kiválóságdíja                      |
| 2009 | Brigitte Taillandier Francis Wargnier Jean-Paul Hurier Marc Doisne             | A próféta                                                                      | Un prophète                                                                    |

### 2010-es évek
| Év                                                      | Nyertesek és jelöltek | Magyar címe                      | Eredeti címe                                                      | Ország  | Megjegyzés |
| ------------------------------------------------------- | --------------------- | -------------------------------- | ----------------------------------------------------------------- | ------- | ---------- |
| 2010 és 2012 között e kategóriában nem osztottak díjat. |                       |                                  |                                                                   |         |            |
| 2013                                                    |                       |                                  |                                                                   |         |            |
| Matz Müller Erik Mischijew                              | A hit paradicsoma     | Paradies: Glaube                 | Ausztria · Németország · Franciaország                            | [ * 1 ] |            |
| 2014                                                    |                       |                                  |                                                                   |         |            |
| Joakim Sundström                                        | –––                   | Starred Up                       | Egyesült Királyság                                                | [ * 2 ] |            |
| 2015                                                    |                       |                                  |                                                                   |         |            |
| Vasco Pimentel Miguel Martins                           | –––                   | As Mil e uma noites – Vol. I-III | Portugália · Németország · Franciaország · Svájc                  | [ * 3 ] |            |
| 2016                                                    |                       |                                  |                                                                   |         |            |
| Radosław Ochnio                                         | –––                   | 11 minut                         | Lengyelország · Írország                                          | [ * 4 ] |            |
| 2017                                                    |                       |                                  |                                                                   |         |            |
| Oriol Tarragó                                           | Szólít a szörny       | A Monster Calls                  | Spanyolország                                                     | [ * 5 ] |            |
| 2018                                                    |                       |                                  |                                                                   |         |            |
| André Bendocchi-Alves Martin Steyer                     | –––                   | Der Hauptmann                    | Németország · Franciaország · Lengyelország                       | [ * 6 ] |            |
| 2019                                                    |                       |                                  |                                                                   |         |            |
| Eduardo Esquide Nacho Royo-Villanova Laurent Chassaigne | ───                   | La noche de 12 años              | Uruguay · Spanyolország · Argentína · Franciaország · Németország | [ * 7 ] |            |

### 2020-as évek
| Év                                                                                           | Nyertesek és jelöltek | Magyar címe              | Eredeti címe                                                   | Ország   | Megjegyzés |
| -------------------------------------------------------------------------------------------- | --------------------- | ------------------------ | -------------------------------------------------------------- | -------- | ---------- |
| 2020                                                                                         |                       |                          |                                                                |          |            |
| Yolande Decarsin                                                                             | Kislány vagyok        | Petite fille             | Franciaország                                                  | [ * 8 ]  |            |
| 2021                                                                                         |                       |                          |                                                                |          |            |
| Gisle Tveito Gustaf Berger                                                                   | Az ártatlanok         | De uskyldige             | Norvégia                                                       | [ * 9 ]  |            |
| 2022                                                                                         |                       |                          |                                                                |          |            |
| Simone Paolo Olivero Paolo Benvenuti Benni Atria Marco Saitta Ansgar Frerich Florian Holzner | A barlang             | Il buco                  | Olaszország · Németország · Franciaország                      | [ * 10 ] |            |
| 2023                                                                                         |                       |                          |                                                                |          |            |
| Johnnie Burn Tarn Willers                                                                    | Érdekvédelmi terület  | The Zone of Interest     | Egyesült Királyság · Lengyelország · Amerikai Egyesült Államok | [ * 11 ] |            |
| 2024                                                                                         |                       |                          |                                                                |          |            |
| Marc-Olivier Brullé Pierre Bariaud Charlotte Butrak Samuel Aïchoun Rodrigo Diaz              | –––                   | L’Histoire de Souleymane | Franciaország                                                  | [ * 12 ] |            |